# Az élő múmia
Az élő múmia egy 1993-as amerikai horrorfilm. A történet Edgar Allan Poe művén alapszik, főszereplője pedig Tony Curtis.

## Történet
Lord Maxton ásatásokat végeztet Egyiptomban, ahol végül rábukkannak Zottnak, a bosszúállás istenének szentelt sírkamrára. Zott kincsei mellett a kamra rejti Aziru főpap múmiáját is, akit háromezer éve élve mumifikáltak, mert tiltott viszonyt folytatott Kiával, egy Zottnak szentelt szűzzel. A kamra feltörésével azonban életre keltik Aziru múmiáját, aki bosszút akar állni a sírt megzavaró régészeken. Aziru hamar emberformát ölt és Dr. Mohassidként elvegyül az emberek között. A bosszún kívül feladata még Kia újjászületett szellemének megtalálása, amit egy Kairóba érkezett ifjú özvegy nő személyében talál meg...

## Szereplők
- Tony Curtis - Aziru / Dr. Mohassid
- Leslie Hardy - Sandra / Kia
- Greg Wrangler - Dr. Carey Williams
- Jacques Cohen - Lord Maxton
- Mohammed Bakri - Alexatos
- Moshe Ivgy - Ali
- Mosko Alkalai - Kroll

## Visszhang
Ez a közvéleményesen rossz minőségű és érezhetően „spórolós” költségvetésű film volt Tony Curtis egyik utolsó filmje, amit egyedül az ő szereplése tudott némileg megmenteni a teljes érdektelenségtől. A vontatott cselekmény, a nevetséges díszletek és a tehetségtelen, élettelen színészi játék miatt fúlt az eredetileg horrornak szánt film unalmas jellegtelenségbe. A teljes feledést talán amiatt kerülte el, mert Curtis szereplésével ez a film is példája lett annak, ahogy idősödő sztárokat pályájuk alkonyán méltatlan filmekben szerepeltetnek a jobb reklámért.